# 필라르 로페스 데 아얄라
필라르 로페스 데 아얄라 아로요(Pilar López de Ayala Arroyo, 1978년 9월 18일 ~ )는 스페인의 배우이다.

## 출연 작품
- 부에노스 아이레스에서 사랑에 빠질 확률
- 인트루더스
- 부에나스 노체스 에스파냐
- 101 (단편)
- 스패즈
- 나잇 해즈 세틀드